# Živá ryba plave pod vodou
Živá ryba plave pod vodou je český překlad věty, ze které lze rozeznat příbuznost tří nejpoužívanějších ugrofinských jazyků – maďarštiny, finštiny a estonštiny. Estonská filoložka Mall Hellam, která větu objevila, dokonce tvrdí, že je pro mluvčí všech tří jazyků vzájemně srozumitelná.
- česky: Živá ryba plave pod vodou
- maďarsky: Eleven hal úszik a víz alatt
- finsky: Elävä kala ui veden alla.
- estonsky: Elav kala ujub vee all.

Ačkoli je očividné, že původ všech tří jazyků je stejný, věta ve skutečnosti není navzájem tak srozumitelná, jak tvrdí Mall Hellam. Finové totiž nerozumí maďarské verzi a Maďaři finské.[zdroj?] Nicméně všechna slova jsou původu ugrofinského.